# Scheueria schefflerae
Scheueria schefflerae är en tvåvingeart som först beskrevs av Ephraim Porter Felt 1920.  Scheueria schefflerae ingår i släktet Scheueria och familjen gallmyggor.
Artens utbredningsområde är Filippinerna. Inga underarter finns listade i Catalogue of Life.